# Polycricus guatemalae
Polycricus guatemalae är en mångfotingart som först beskrevs av Chamberlin 1921.  Polycricus guatemalae ingår i släktet Polycricus och familjen storjordkrypare.
Artens utbredningsområde är Guatemala. Inga underarter finns listade i Catalogue of Life.